# Gerhard Ludwig Müller
Gerhard Ludwig Müller (Mainz-Finthen, 31 december 1947) is een Duits geestelijke en een kardinaal van de Rooms-Katholieke Kerk.

## Levensloop
Müller bezocht het Bischöfliches Willigis-Gymnasium in Mainz en studeerde vervolgens filosofie en theologie aan de Universiteit van Mainz, de Universiteit van München en de Universiteit van Freiburg. Hij werd op 11 februari 1978 priester gewijd door Hermann kardinaal Volk. Hij promoveerde vervolgens bij de latere kardinaal Karl Lehmann in de dogmatiek, op het proefschrift Gemeinschaft und Verehrung der Heiligen en was daarna vanaf 1986  hoogleraar aan de Münchener universiteit.
Op 1 oktober 2002 werd Müller benoemd tot bisschop van Regensburg. Hij werd op 24 november 2002 bisschop gewijd door kardinaal Friedrich Wetter, aartsbisschop van München en Freising. Zijn wapenspreuk luidt Dominus Iesus (Jezus is de Heer). Hij werd in 2002 ook benoemd tot lid van de Congregatie voor de Geloofsleer, waar zijn vriend en geestverwant Joseph Ratzinger prefect was. Hij was een productief wetenschapper. Hij heeft meer dan vierhonderd publicaties op zijn naam staan, op het gebied van de dogmatiek, de oecumenische theologie en de Goddelijke Openbaring.
Benedictus vroeg Müller in 2007 of hij zich wilde belasten met de uitgave van Ratzingers verspreide geschriften. Mgr. Müller, instemmend met dit verzoek, richtte in 2008 het Institut Papst Benedikt XVI. op, dat zich met de daadwerkelijke bezorging van de wetenschappelijke geschriften van paus Benedictus bezighoudt. Müller is behalve de voornaamste uitgever, ook president van het curatorium van dit instituut.
Op 2 juli 2012 werd Müller benoemd tot pro-prefect van de Congregatie voor de Geloofsleer met bijbehorende functies, als opvolger van William Levada. Tevens werd hij - ad personam - tot de waardigheid van aartsbisschop verheven.
Müller werd tijdens het consistorie van 22 februari 2014 kardinaal gecreëerd. Hij kreeg de rang van kardinaal-diaken. Zijn titeldiakonie werd de Sant'Agnese in Agone.
In maart 2017 werd Müller door een 13-jarig slachtoffer van seksueel misbruik beschuldigd dat hij als hoofd van de Congregatie voor de Geloofsleer het werk van de pauselijke commissie over het misbruik tegenhoudt. Op 1 juli 2017 werd bekendgemaakt dat Müllers vijfjarige mandaat (2012-2017) als hoofd van de Congregatie voor de Geloofsleer niet verlengd werd.
In het in juli 2017 verschenen onderzoeksrapport inzake mishandelingen en seksueel misbruik bij koorknapen van het wereldberoemde kathedrale koor Regensburger Domspatzen in de periode 1950 en 1990 wordt Müller verweten dat hij weinig voortvarend is omgegaan met de beschuldigingen van de slachtoffers.  Het eerdere onderzoek onder zijn verantwoordelijkheid als bisschop van Regensburg toonde tal van strategische, organisatorische en communicatieve zwakheden. Het bisdom was er meer op uit de kerk als instituut tegen de aantijgingen te beschermen dan recht te doen aan de slachtoffers. Onder de opvolger van Müller, Rudolf Voderholzer, die in 2012 tot bisschop werd benoemd, is opdracht gegeven tot het diepgaande onderzoek dat in 2017 tot afronding kwam.
Müller behoort, met de Nederlandse kardinaal Eijk, tot de conservatieve kardinalen die zich afzetten tegen de wijze waarop paus Franciscus de kerk bestuurt.  Met name is het hem een doorn in het oog dat de paus ruimte laat voor het toedienen van de communie aan gescheiden mensen die hertrouwd zijn. Ook vreest hij dat het priesterlijk celibaat ter discussie komt als gevolg van de misbruikaffaires. Dat acht hij onjuist.
Verder heeft hij zich gekant tegen het instellen van een commissie die de diakenwijding van vrouwen onderzoekt. Müller maakt sinds zijn aftreden als prefect van de Congregatie voor de Geloofsleer geregeld gebruik van de conservatieve Amerikaanse krant National Catholic Register om zijn opvattingen over kerkelijke doctrine onder de aandacht te brengen. In zijn in februari 2019 gepubliceerde Manifesto of Faith stelt Müller dat veel christenen de basisleerstukken van het geloof niet langer kennen en dat er daardoor een groeiend gevaar is dat zij de weg naar het eeuwig leven missen. Een Franciscus-biograaf noemt Müller de belangrijkste oppositieleider tegen paus Franciscus uit de kring van emeritus-paus Benedictus.
In 2022 nam Müller emeritus paus Benedictus in bescherming, toen in Duitsland een rapport verscheen waaruit blijkt dat Ratzinger als aartsbisschop van München in vier gevallen heeft meegewerkt aan de overplaatsing van pedofiele priesters naar andere pastorale posten waar zij opnieuw met kinderen gingen werken, iets wat deze altijd ontkend had. Müller gaf aan dat hij het rapport niet had gelezen, maar dat Benedictus niet bewust iets verkeerd had gedaan en de beschuldigingen gezien moesten worden als poging hem te beschadigen wegens zijn orthodoxe opvattingen.
Op 1 juli 2024 werd Müller op eigen verzoek bevorderd tot kardinaal-priester. Zijn titeldiakonie werd tevens zijn titelkerk pro hac vice.  In 2024 werd bekend dat het ontslag van Müller als hoofd van het machtige Vaticaanse Dicasterie voor de Geloofsleer in 2017 verband hield met financiële malversaties binnen deze dicasterie.
- Biblioteca Nacional de España: XX1082434
- Bibliothèque nationale de France: cb12183765h (data)
- Gemeinsame Normdatei: 120780771
- International Standard Name Identifier: 0000 0000 8160 5896
- Library of Congress Control Number: n81061086
- Nationale Bibliotheek van Tsjechië: kup19990000067902
- Nederlandse Thesaurus van Auteursnamen: 068240961
- Istituto Centrale per il Catalogo Unico: MILV108518
- Système universitaire de documentation: 030420709
- Virtual International Authority File: 84490448
- WorldCat: E39PBJtxg33XkGG7vqCcc9tkDq